# グランドツアー

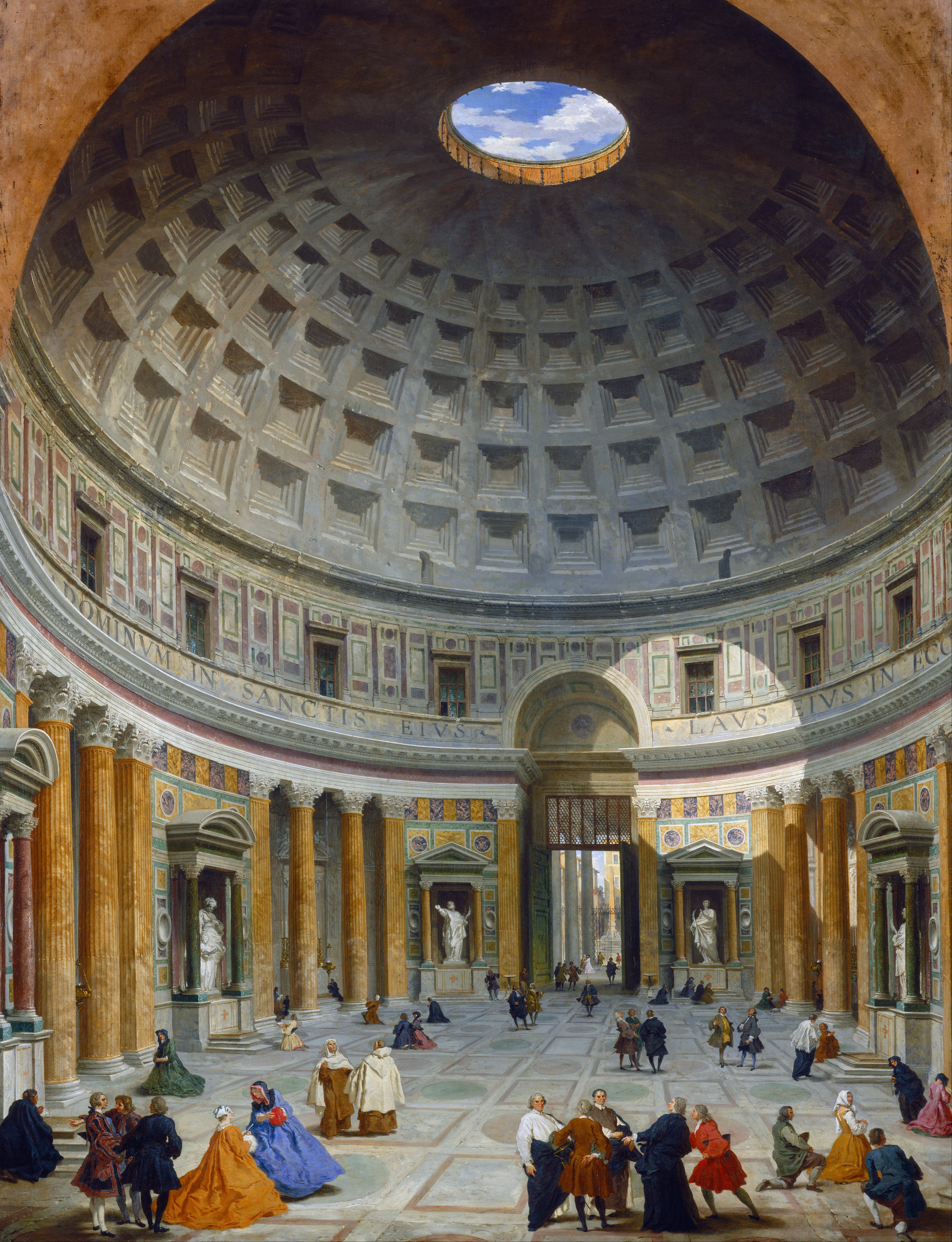
パンテオン

グランドツアー（英:Grand Tour、伊:Gran Turismo〈グランツーリスモ〉）とは、17世紀初頭から19世紀初頭までイギリスの裕福な貴族の子弟が、その学業の終了時に行った大規模な国外旅行。

## 概要

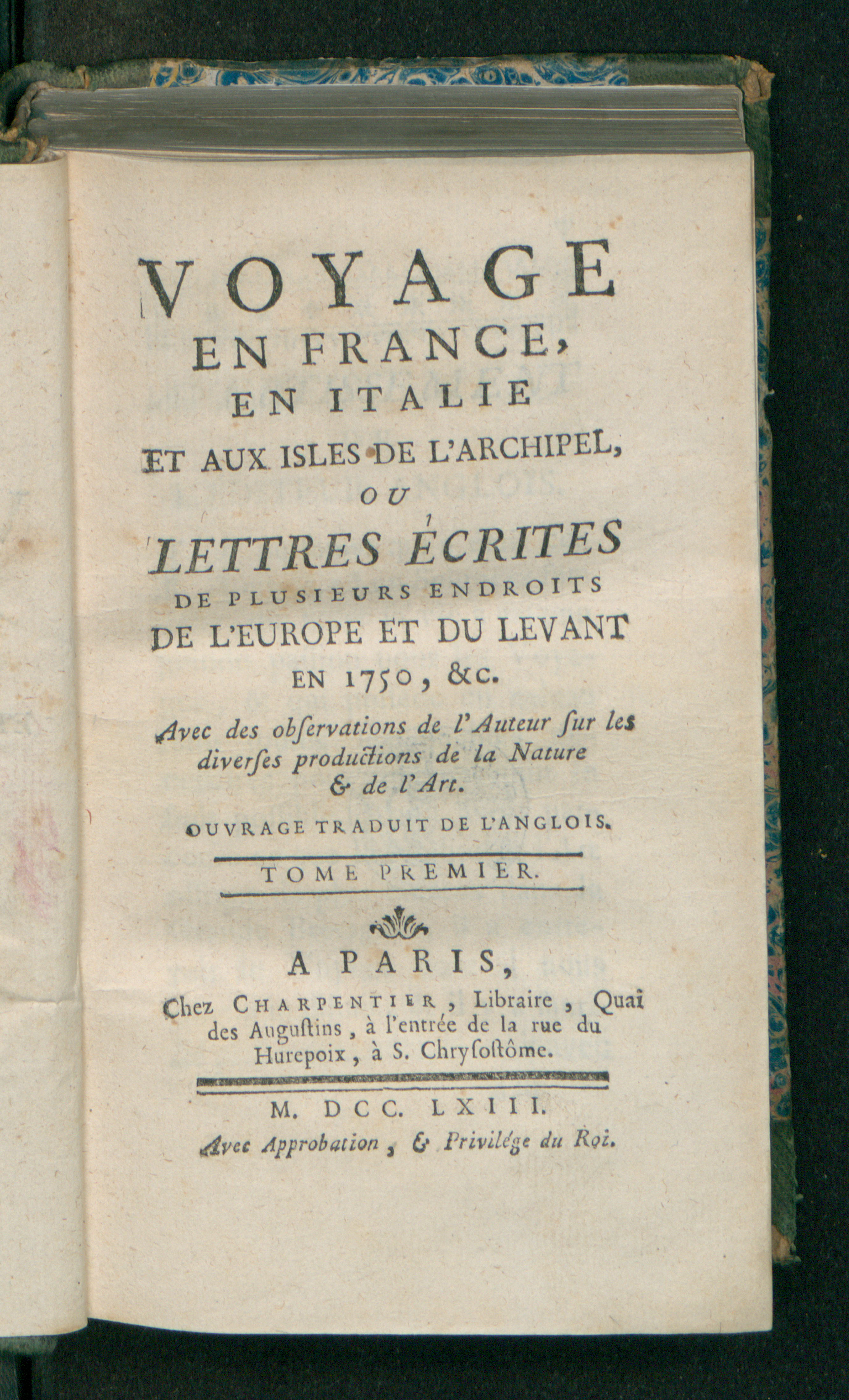
Letters from several parts of Europe and the East, 1763

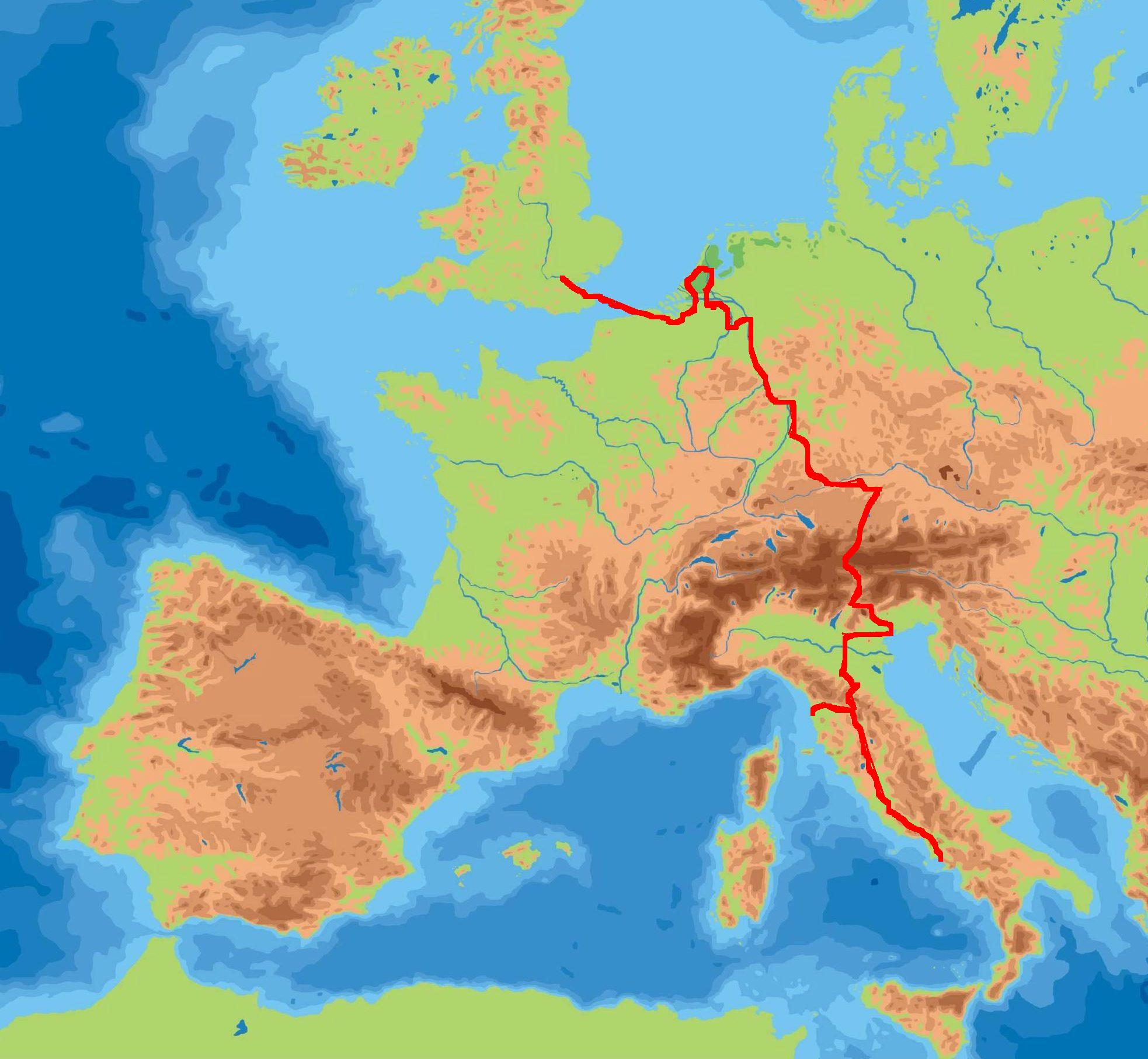
18世紀にウィリアム・トマス・ベックフォードが辿った行程例

17世紀になりそれまで続いたヨーロッパの戦乱が落ち着きを見せ、宿や駅馬車、交通網など旅行に必要な環境が整ってきた。それ以前の旅行は商用など実用的な目的があるものがほとんどだったが、グランドツアーの流行は私的な旅行が始まった時期と重なっている。
文化先進国のフランスとイタリアが主な目的地で、主要都市の文化や上流社会を体験する機会となっていた。修学旅行と比較されることがあるが、グランドツアーは学校主催の教育旅行ではなく個人主催であったこと、費用も賄うことができる一部の者のみが参加したこと、グランドツアーは期間が数か月から数年と長いことなど違いがある。
家庭教師が同行を務めるのが一般的で、トマス・ホッブズやアダム・スミスも同行した事がある。旅行の間、若者は近隣の諸国の政治、文化、芸術、そして考古学などを同行の家庭教師から学んだ。彼らは見物したり、勉強したり、買い物に精を出したりする。中には女性についての修行に励むものもあった。グランドツアーは、若いイギリスの青年たちにとっては、様々な実情や状況に合った生きた知識を手に入れるための実用的な好機でもあったのである。哲学者ジョン・ロックはSome Thoughts Concernig Education（1693）において、青年は学業の締めくくりとなるグランドツア－を通して、外国語や上品な行儀作法とともに進取の精神と決断力を学ぶべきと説いている。 
家庭教師の監視のもと、あるいはお付きの者の世話を受けながら、若者たちは旅行に出かけた。旅行の最初のスタートは英仏海峡を渡って、フランスに入ることである。多くの若者にとっては、度重なる両国間の激動の時代以来、これ自体がすでにひとつの試練でもあった。
フランスは、その礼儀作法や社交生活の洗練さによって、イギリスの貴族階級の高貴さとはまた違った上品なマナーを身につけ、態度振る舞いに磨きをかけるということから人気があった。
イタリアは、古代ローマやルネサンスの遺産が多く、最も人気のある場所のひとつであった（同時に、芸術を志す若者が、ヨーロッパ各国から古代の彫刻などを学ぶために集まった）。ルネサンスに影響を受けた若者によって、やがてイギリスにも新古典主義の建物が多く造られるようになった。
グランドツアーの黄金期はフランス革命の開始とナポレオンの登場による大陸の混乱とともに一旦の終焉を迎えるが、19世紀に入ってからも、最良の教育を受けた若者たちは、グランドツアーに出かけるのが常であった。その後、これは若い女性たちにとっても一種のファッションになっていった。パトロンとなってくれるオールドミスとイタリア旅行をするというのは、上流階級の淑女にとって教育のひとつとなったのである。
トーマス・コーヤットの本『Coryat's Crudities』は大ヒットとなり、グランドツアーに出かける若者たちにマニュアルが求められていたことの証である。
19世紀、アルプス山脈にはグランドツアーの伝統によってイギリス人の若者が多く訪れた。アルプス山脈の主峰39座のうち、31座の初登頂はイギリス人によることになった。この頃になると、イギリス人だけでなくヨーロッパ諸国やアメリカ合衆国の若者にもグランドツアーは広まり、蒸気船や蒸気機関車の登場により行先はより拡大され、世界一周へとつながっていった。それは従来のグランドツアーの終焉で、トーマス・クックによる団体旅行の始まりであった。
グランドツアーあるいはグランツーリスモの名称は、長距離移動手段の中核を担った馬車から派生した自動車の世界において、カテゴリの一つとして現在でも使用されている（グランツーリスモを参照）。
なお、グランドツアーという用語は、イタリアに4回旅行したイギリスのカトリック司祭、リチャ－ド・ラッセルズ（Richard Lassels；1603 ?-1668）の没後出版書 An Italian Voyage, or, Compleat Journey through Italyにおいて初めて使用された表現である。

## 影響
旅行記
旅行で得た情報は、旅行記の形で記録に残された。こういった旅行記録は、のちにグランドツアーなどを行う旅行者にとって旅行案内書となった。
旅行産業
裕福な人間の移動であるため、その移動先は賑わい、他の旅人も旅行しやすくなるよう旅行路が整備されていった。